# Mödlitz (Schneckenlohe)
Mödlitz ist ein Gemeindeteil von Schneckenlohe im oberfränkischen Landkreis Kronach in Bayern.

## Geographie
Das Dorf Mödlitz liegt etwa 18 Kilometer südöstlich von Coburg in einem Seitental der Steinach am Fuß der Gubel. Gemeindeverbindungsstraßen verbinden mit Gestungshausen, Neuses am Brand und Schneckenlohe. Die Bundesstraße 303 von Sonnefeld nach Kronach führt an dem Ort vorbei.

## Geschichte
Mödlitz wurde 1317 erstmals im Urbarium, einer Auflistung von Besitzungen der Henneberger beim Erwerb der Neuen Herrschaft urkundlich erwähnt. 1340 hatte Mödlitz den Ortsnamen „Moltiche“.
Die Herren von Raueneck erwarben 1485 vom Bamberger Kloster Michelsberg Lehenschaften in Mödlitz, die später vom Fürstentum Coburg übernommen wurden und seit 1492 im Lehensbuch von Coburg verzeichnet sind.
Infolge des Dreißigjährigen Krieges hatte Mödlitz 1638 nur noch zwei Häuser, die von sechs Bauern, zwei Witwen und zwölf Kindern bewohnt wurden. 1672 gab es wieder 65 Einwohner. Ab Anfang des 18. Jahrhunderts bestand in Mödlitz eine Präzepturschule. Die Schule wurde 1842 an Leutendorf abgegeben. Mitte des 19. Jahrhunderts erfolgte die Ablösung der Lehensrechte. Wichtigste Lehensherren waren die Mitwitzer Herren von Würtzburg. Zwischen 1879 und 1881 wurde in Neuses am Brand ein gemeinsames Schulhaus gebaut. 1907 bekam die Gemeinde einen Telefonanschluss. Die Trinkwasserversorgung erfolgte ab 1909 durch eine Wasserleitung. 1921 wurde Mödlitz an das elektrische Überlandnetz angeschlossen.
Mödlitz gehört seit Jahrhunderten zum evangelisch-lutherischen Kirchensprengel von Gestungshausen.
In einer Volksbefragung am 30. November 1919 stimmte ein Mödlitzer Bürger für den Beitritt des Freistaates Coburg zum thüringischen Staat und 66 stimmten dagegen. Somit gehört ab dem 1. Juli 1920 Mödlitz zum Freistaat Bayern.
1920 bekam Mödlitz mit der Steinachtalbahn einen Anschluss an das Eisenbahnnetz. 1992 wurde die Strecke zurückgebaut.
Im Jahr 1935 waren die meisten Einwohner in der Landwirtschaft tätig. Daneben gab es Korbmacher und Heimarbeiter.
Nach einer Volksbefragung 1971 in Mödlitz wurde der Ort am 1. Januar 1972 nach Weidhausen bei Coburg eingemeindet. Die Umgliederung des Ortes aus dem Landkreis Coburg in den Landkreis Kronach nach Schneckenlohe folgte am 1. Mai 1978.
1987 hatte das Dorf 142 Einwohner und 37 Wohnhäuser.

## Einwohnerentwicklung
| Jahr | Einwohnerzahl |
| ---- | ------------- |
| 1910 | 150           |
| 1939 | 119           |
| 1950 | 204           |
| 1987 | 142           |
| 2011 | 174           |